# Tragedia di prostitute
Tragedia di prostitute, conosciuto anche come Tragedia di una prostituta, o Tragedia della strada è un film tedesco del 1927, diretto da Bruno Rahn, basato su un’opera teatrale di Wilhelm Braun. e interpretato dall'attrice danese Asta Nielsen.
Il film è parte della Neue Sachlichkeit (la nuova oggettività), il nuovo movimento artistico che in Germania si sta evidenziando proprio in quegli anni.

## Trama
In seguito ad un litigio coi genitori Felix, uno studente, abbandona la casa paterna. Dopo qualche giorno di vagabondaggio viene trovato in un androne, esausto ed in preda alla fame, da Auguste, una prostituta, che lo invita in casa propria, lo rifocilla e lo accudisce, offrendogli di rimanere per la notte, e per tutto il tempo che avesse ritenuto opportuno. Auguste sta pensando di cambiare il proprio stile di vita, magari facendo perno proprio su Felix, dal quale è attratta: comincia dunque, la sera stessa, col cacciare di casa il fidanzato Anton, da lei mantenuto, e pure a lei devoto, ma simbolo di una condotta di vita che ella intende lasciarsi alle spalle. Anton si rende conto che Auguste lo sta lasciando per Felix. Poi Auguste e Felix si rinchiudono nella camera di lei.
La mattina dopo Felix, per quanto riconoscente verso la propria benefattrice, è deciso a non continuare il rapporto con lei, in base ai pregiudizi borghesi secondo i quali non è bene accompagnarsi ad una persona della cui attività disdicevole egli si è ormai reso conto. Auguste non lo trattiene, poiché è pronta a dimostrare coi fatti che intende ravvedersi: il giorno stesso, infatti, si reca, coi propri cospicui risparmi,  a versare l’anticipo per l’acquisto di un negozio di pasticceria, nella gestione del quale si immagina in un futuro prossimo in compagnia con Felix.
Mentre Auguste è assente, Anton si reca nell’appartamento di lei, dove fa in modo, per riconquistare la propria fidanzata, di gettare Felix fra le braccia di Clarissa, da poco iniziata alla prostituzione, e coinquilina di Auguste. Il piano riesce alla perfezione ed in fretta: Felix professa, almeno a parole, il suo amore a Clarissa e la sua volontà di trarla fuori dall’ambiente della prostituzione e di presentarla ai propri genitori, riservando così a Clarissa un trattamento migliore di quello mostrato verso Auguste.  Quando Auguste rientra sorprende, disperata, Clarissa e Felix rinchiusi in camera da letto.
Auguste, dopo aver apostrofato Clarisse, alla quale aveva chiesto in precedenza di non immischiarsi nella sua storia d’amore con Felix, con l’apparentemente paradossale epiteto di “troia” , e dopo aver appurato che la coinquilina non ha alcun vero interesse per lo studente,  incontra Anton, al quale, in un accesso di gelosia distruttiva, prospetta, in una sapiente mistura di blandizie seduttive e minacce, l’omicidio di Clarisse come unica possibilità di ricongiungimento fra lei e l’ex-fidanzato.
Anton, succube di Auguste, per quanto riluttante, accetta, ed esce con intenti omicidi alla ricerca di Clarisse, che si è recata a battere. Anche Felix la cerca. Auguste si incontra con Felix, ed apprende che anche lui, nonostante quanto avesse detto in precedenza, non ama veramente Clarisse. Allora Auguste cerca di evitare l’omicidio. Ma arriva troppo tardi.
Auguste, distrutta, vorrebbe ora che Anton rimanesse con lei, per sostenerla. Ma egli, a questo punto resosi conto della nefasta conclusione del rapporto con lei, la abbandona, e si consegna alla polizia.
Felix torna dai genitori, confessando che un omicidio è stato commesso per amor suo.
Su un quotidiano si legge che Auguste, per sottrarsi ad un’imputazione di “istigazione all’omicidio”, si è tolta la vita.